# Luis Jiménez (baseball, 1988)
Pour les articles homonymes, voir Luis Jiménez et Jiménez.
Luis Domingo Jiménez Rodriguez (né le 18 janvier 1988 à Saint-Domingue, République dominicaine) est un joueur de troisième but de baseball.

## Carrière
Luis Jiménez signe son premier contrat professionnel en 2005 avec les Angels de Los Angeles. Il participe au match des étoiles du futur en 2010. 
Rappelé des ligues mineures à la suite de blessures à deux voltigeurs des Angels au début de la saison 2013, Jiménez fait ses débuts dans le baseball majeur le 12 avril 2013. Le joueur de troisième but réussit le lendemain son premier coup sûr dans les majeures, un double aux dépens du lanceur Lucas Harrell des Astros de Houston. Jiménez joue 52 matchs en deux saisons pour les Angels, frappant pour ,234 de moyenne au bâton avec 33 coups sûrs et 18 points marqués. Il est réclamé au ballottage par les Brewers de Milwaukee le 27 octobre 2014.
Il n'obtient qu'un seul coup sûr en 15 matchs pour Milwaukee en 2015 puis est réclamé le 3 mai au ballottage par les Red Sox de Boston. Il ne joue qu'un match en 2015 pour les Red Sox.
En 2015, après avoir été libéré par Boston, Jiménez rejoint les LG Twins de l'Organisation coréenne de baseball.